# Keszü
Keszü é um município da Hungria, situado no condado de Baranya. Tem 7,31 km² de área e sua população em 2019 foi estimada em 1.230 habitantes.